# Blå gardenia
Blå gardenia är en amerikansk film från 1953 i regi av Fritz Lang. Filmen är baserad på kortromanen Gardenia av Vera Caspary.

## Handling
Norah Larkin arbetar som växeltelefonist i Los Angeles. På sin födelsedag får hon reda på att hennes fästman kommer gifta sig med en annan kvinna. Arg och upprörd bestämmer hon snabbt träff med den sliskige Harry Prebble. De gör ett besök på nattklubben Blue Gardenia där Norah blir kraftigt berusad. Dagen efter vaknar hon upp hemma med en stark känsla av att något hemskt inträffat under natten.

## Rollista
- Anne Baxter - Norah Larkin
- Richard Conte - Casey Mayo
- Ann Sothern - Crystal Carpenter
- Raymond Burr - Harry Prebble
- Jeff Donnell - Sally
- Richard Erdman - Al
- George Reeves - Sam Haynes, poliskapten
- Ruth Storey - Rose
- Ray Walker - Homer
- Nat King Cole - Nat King Cole